# Степнянська сільська рада (Богодухівський район)
Степня́нська сільська́ ра́да — адміністративно-територіальна одиниця та орган місцевого самоврядування в Богодухівському районі Харківської області. Адміністративний центр — селище Степне.

## Загальні відомості
- Населення ради: 574 особи (станом на 2001 рік)

## Населені пункти
Сільській раді підпорядковані населені пункти:
- с-ще Степне
- с. Гарбузи

## Склад ради
Рада складається з 12 депутатів та голови.
- Голова ради: Огер Валентина Дмитрівна
- Секретар ради: Фесик Вікторія Михайлівна

### Керівний склад попередніх скликань
| Прізвище, ім'я, по батькові | Основні відомості                                                                     | Дата обрання | Дата звільнення |
| --------------------------- | ------------------------------------------------------------------------------------- | ------------ | --------------- |
| Москаленко Віктор Захарович | Сільський голова, 1947 року народження, член Народної партії                          | 26.03.2006   | 27.05.2008      |
| Огер Валентина Дмитрівна    | Сільський голова, 1963 року народження, освіта середня загальна, член Народної партії | 30.11.2008   | 31.10.2010      |
| Огер Валентина Дмитрівна    | Сільський голова, 1963 року народження, освіта середня загальна, член Партії регіонів | 31.10.2010   |                 |

Примітка: таблиця складена за даними сайту Верховної Ради України

### Депутати
За результатами місцевих виборів 2010 року депутатами ради стали:

#### За суб'єктами висування
| Суб'єкт висування                                       | Кількість обраних депутатів | %    |
| ------------------------------------------------------- | --------------------------- | ---- |
| Політична партія Всеукраїнське об'єднання «Батьківщина» | 4                           | 33,3 |
| Партія регіонів                                         | 3                           | 25   |
| Самовисування                                           | 3                           | 25   |
| Народна партія                                          | 1                           | 8,3  |
| Соціалістична партія України                            | 1                           | 8,3  |

#### За округами
| № округу                                                | Прізвище, ім'я, по батькові   | Дата визнання обраним | Освіта  | Партійна приналежність                        | Відомості про обраного депутата               |
| ------------------------------------------------------- | ----------------------------- | --------------------- | ------- | --------------------------------------------- | --------------------------------------------- |
| Народна Партія                                          |                               |                       |         |                                               |                                               |
| 7                                                       | Орлов Василь Павлович         | 06.11.2010            | середня | член Народної партії                          | ТОВ" АПК Спектр", тракторист                  |
| Партія регіонів                                         |                               |                       |         |                                               |                                               |
| 2                                                       | Кожушко Лариса Дмитрівна      | 06.11.2010            | середня | член Партії регіонів                          | тимчасово не працює                           |
| 6                                                       | Кравченко Василь Юхимович     | 06.11.2010            | середня | член Партії регіонів                          | пенсіонер                                     |
| 10                                                      | Троценко Петро Іванович       | 06.11.2010            | середня | член Партії регіонів                          | ТОВ «АПК Спектр», тракторист                  |
| Політична партія Всеукраїнське об'єднання «Батьківщина» |                               |                       |         |                                               |                                               |
| 3                                                       | Євтушенко Анатолій Андрійович | 06.11.2010            | середня | член Всеукраїнського об'єднання «Батьківщина» | пенсіонер                                     |
| 4                                                       | Глітко Олександр Миколайович  | 06.11.2010            | вища    | член Всеукраїнського об'єднання «Батьківщина» | тимчасово не працює                           |
| 8                                                       | Мальченко Одарка Іванівна     | 06.11.2010            | середня | член Всеукраїнського об'єднання «Батьківщина» | тимчасово не працює                           |
| 9                                                       | Фесик Вікторія Михайлівна     | 06.11.2010            | середня | член Всеукраїнського об'єднання «Батьківщина» | Степнянська сільська рада, секретар           |
| Соціалістична партія України                            |                               |                       |         |                                               |                                               |
| 12                                                      | Власенко Людмила Іванівна     | 06.11.2010            | середня | член Соціалістичної партії України            | ТОВ «Богодухівсількомсервіс», водороздатник   |
| Самовисування                                           |                               |                       |         |                                               |                                               |
| 1                                                       | Лі Тамара Василівна           | 06.11.2010            | середня | член Всеукраїнського об'єднання «Батьківщина» | тимчасово не працює                           |
| 5                                                       | Глітко Ганна Олексіївна       | 06.11.2010            | середня | позапартійна                                  | Степнянська сільська рада, головний бухгалтер |
| 11                                                      | Огер Віктор Михайлович        | 06.11.2010            | середня | член Української Народної Партії              | ТОВ «АПК Спектр», інженер                     |